# Motocyklowe Grand Prix Czech
Motocyklowe Grand Prix Czech – eliminacja Motocyklowych Mistrzostw Świata rozgrywana od 1993 roku, wcześniej organizowano ją, jako Grand Prix Czechosłowacji.

## Wyniki wyścigów w MMŚ
| Rok  | Miejscowość | Moto3                 | Moto2            | MotoGP           |
| ---- | ----------- | --------------------- | ---------------- | ---------------- |
| 2020 | Brno        | Dennis Foggia         | Enea Bastianini  | Brad Binder      |
| 2019 | Brno        | Arón Canet            | Álex Márquez     | Marc Márquez     |
| 2018 | Brno        | Fabio Di Giannantonio | Miguel Oliveira  | Andrea Dovizioso |
| 2017 | Brno        | Joan Mir              | Thomas Lüthi     | Marc Márquez     |
| 2016 | Brno        | John McPhee           | Jonas Folger     | Cal Crutchlow    |
| 2015 | Brno        | Niccolò Antonelli     | Johann Zarco     | Jorge Lorenzo    |
| 2014 | Brno        | Alexis Masbou         | Esteve Rabat     | Dani Pedrosa     |
| 2013 | Brno        | Álex Rins             | Mika Kallio      | Marc Márquez     |
| 2012 | Brno        | Jonas Folger          | Marc Márquez     | Dani Pedrosa     |
| Rok  | Miejscowość | 125cm3                | Moto2            | MotoGP           |
| 2011 | Brno        | Sandro Cortese        | Andrea Iannone   | Casey Stoner     |
| 2010 | Brno        | Nicolás Terol         | Toni Elías       | Jorge Lorenzo    |
| Rok  | Miejscowość | 125cm3                | 250cm3           | MotoGP           |
| 2009 | Brno        | Nicolás Terol         | Marco Simoncelli | Valentino Rossi  |
| 2008 | Brno        | Stefan Bradl          | Alex Debón       | Valentino Rossi  |
| 2007 | Brno        | Héctor Faubel         | Jorge Lorenzo    | Casey Stoner     |
| 2006 | Brno        | Alvaro Bautista       | Jorge Lorenzo    | Loris Capirossi  |
| 2005 | Brno        | Thomas Lüthi          | Dani Pedrosa     | Valentino Rossi  |
| 2004 | Brno        | Jorge Lorenzo         | Sebastián Porto  | Sete Gibernau    |
| 2003 | Brno        | Dani Pedrosa          | Randy de Puniet  | Valentino Rossi  |
| 2002 | Brno        | Lucio Cecchinello     | Marco Melandri   | Max Biaggi       |
| Rok  | Miejscowość | 125cm3                | 250cm3           | 500cm3           |
| 2001 | Brno        | Toni Elías            | Tetsuya Harada   | Valentino Rossi  |
| 2000 | Brno        | Roberto Locatelli     | Shinya Nakano    | Max Biaggi       |
| 1999 | Brno        | Marco Melandri        | Valentino Rossi  | Tadayuki Okada   |
| 1998 | Brno        | Marco Melandri        | Tetsuya Harada   | Max Biaggi       |
| 1997 | Brno        | Nobuoru Ueda          | Max Biaggi       | Michael Doohan   |
| 1996 | Brno        | Valentino Rossi       | Max Biaggi       | Àlex Crivillé    |
| 1995 | Brno        | Kazuto Sakata         | Max Biaggi       | Luca Cadalora    |
| 1994 | Brno        | Kazuto Sakata         | Max Biaggi       | Michael Doohan   |
| 1993 | Brno        | Kazuto Sakata         | Loris Reggiani   | Wayne Rainey     |

## Wyniki Grand Prix Czechosłowacji
- Niebieskie tło oznacza wyścig nie zaliczany do MMŚ

| Sezon | Tor   | 80 cc             | 125 cc              | 250 cc            | 350 cc             | 500 cc            |
| ----- | ----- | ----------------- | ------------------- | ----------------- | ------------------ | ----------------- |
| 1991  | Brno  |                   | Alessandro Gramigni | Helmut Bradl      |                    | Wayne Rainey      |
| 1990  | Brno  |                   | Hans Spaan          | Carlos Cardús     |                    | Wayne Rainey      |
| 1989  | Brno  | Herri Torrontegui | Àlex Crivillé       | Reinhold Roth     |                    | Kevin Schwantz    |
| 1988  | Brno  | Jorge Martínez    | Jorge Martínez      | Juan Garriga      |                    | Wayne Gardner     |
| 1987  | Brno  | Stefan Dörflinger | Fausto Gresini      | Anton Mang        |                    | Wayne Gardner     |
| 1986  | Brno  | Bruno Casanova    |                     | Hans Lindner      |                    |                   |
| 1985  | Brno  |                   | Paul Bordes         | Massimo Matteoni  |                    |                   |
| 1984  | Brno  |                   |                     |                   |                    | Massimo Messere   |
| 1983  | Brno  |                   |                     |                   |                    | Gustav Reiner     |
| 1982  | Brno  |                   | Eugenio Lazzarini   | Carlos Lavado     | Didier de Radiguès |                   |
| 1981  | Brno  | Theo Timmer       |                     | Anton Mang        | Anton Mang         |                   |
| 1980  | Brno  |                   | Guy Bertin          | Anton Mang        | Anton Mang         |                   |
| 1979  | Brno  |                   | Guy Bertin          | Kork Ballington   | Kork Ballington    |                   |
| 1978  | Brno  | Ricardo Tormo     |                     | Kork Ballington   | Kork Ballington    |                   |
| 1977  | Brno  |                   |                     | Franco Uncini     | Johnny Cecotto     | Johnny Cecotto    |
| 1976  | Brno  |                   |                     | Walter Villa      | Walter Villa       | John Newbold      |
| 1975  | Brno  |                   | Leif Gustafsson     | Michel Rougerie   | Otello Buscherini  | Phil Read         |
| 1974  | Brno  | Henk van Kessel   | Kent Andersson      | Walter Villa      |                    | Phil Read         |
| 1973  | Brno  |                   | Otello Buscherini   | Dieter Braun      | Teuvo Länsivuori   | Giacomo Agostini  |
| 1972  | Brno  |                   | Börje Jansson       | Jarno Saarinen    | Jarno Saarinen     | Giacomo Agostini  |
| 1971  | Brno  | Barry Sheene      | Ángel Nieto         | János Drapál      | Jarno Saarinen     |                   |
| 1970  | Brno  | Aalt Toersen      | Gilberto Parlotti   | Kel Carruthers    | Giacomo Agostini   |                   |
| 1969  | Brno  | Paul Lodewijkx    | Dave Simmonds       | Renzo Pasolini    | Giacomo Agostini   | Giacomo Agostini  |
| 1968  | Brno  |                   | Phil Read           | Phil Read         | Giacomo Agostini   | Giacomo Agostini  |
| 1967  | Brno  |                   | Bill Ivy            | Phil Read         | Mike Hailwood      | Mike Hailwood     |
| 1966  | Brno  |                   | Luigi Taveri        | Mike Hailwood     | Mike Hailwood      | Mike Hailwood     |
| 1965  | Brno  |                   | Frank Perris        | Phil Read         | Jim Redman         | Mike Hailwood     |
| 1964  | Brno  |                   | Luigi Taveri        | Heinz Rosner      | Stanislav Malina   |                   |
| 1963  | Brno  |                   | Luigi Taveri        | Stanislav Malina  | Gustav Havel       | Gustav Havel      |
| 1962  | Brno  |                   |                     | Stanislav Malina  | Jim Redman         | František Šťastný |
| 1961  | Brno  |                   | Jim Redman          | Jim Redman        | František Šťastný  | Rudolf Thalhammer |
| 1960  | Brno  |                   | Ernst Degner        | František Šťastný | František Šťastný  | Gary Hocking      |
| 1959  | Brno  |                   | Ernst Degner        | František Srna    | František Šťastný  | Eric Hinton       |
| 1958  | Brno  |                   | Ernst Degner        | František Bartoš  | František Šťastný  | Dickie Dale       |
| 1957  | Brno  |                   | Ernst Degner        | Helmut Hallmeier  | Helmut Hallmeier   | Gerold Klinger    |
| 1956  | Brno  |                   | František Bartoš    | Horst Kassner     | František Šťastný  | Gerold Klinger    |
| 1955  | Brno  |                   | Václav Parus        | Horst Kassner     | Hans Baltisberger  | Keith Campbell    |
| 1954  | Brno  |                   | František Bartoš    | František Šťastný | Leonhard Faßl      | Gustav Havel      |
| 1952  | Brno  |                   | Bernhard Petruschke | František Bartoš  | František Bartoš   | Antonín Vitvar    |
| 1951  | Brno  |                   |                     |                   |                    | Antonín Vitvar    |
| 1950  | Brno  |                   |                     | Josef Vejvoda     | Antonín Vitvar     | Antonín Vitvar    |
| 1947  | Praga |                   |                     | Fergus Anderson   | Fergus Anderson    | Ted Frost         |